# دانیل آور
دانیل آور (آلمانی: Daniel Auer؛ زادهٔ ۲۶ اکتبر ۱۹۹۴ ‏(۳۰ سال)) دوچرخه‌سوار اهل اتریش است.